# 경성치과의학전문학교 축구부
경성치과의학전문학교 축구부는 일제강점기 시절 존재했던 축구단이다.

## 참고 자료
- 전조선축구대회 역대 결과-대한축구협회 웹사이트
- 大韓蹴球協會 편 『韓國蹴球百年史』라사라, 1986.
- 대한민국 스포츠 100년(22) 우승팀 못가린 창설 축구대회